# 茶礼
茶礼（されい）は、禅宗における飲茶の礼法のこと。茶の湯の原型と言われ、茶道における礼式のことも指す。
禅寺では1日に数回茶礼が行われており、朝の座禅のあと、食事のあと、作務の休憩時、就寝の前などに皆で湯や茶を飲む。茶菓子が付く場合もあるが、朝晩の茶礼は点呼の意味合いであるため、飲茶の分量はごくわずかである。一つのやかんの茶を皆で分け合って飲むもので、心を一つにするという和合の意味合いを持ち、僧堂修行では度々行われる儀式である。作法として特別なものがあるわけではない。また、行事の節目には全員一堂に会して茶を飲む総茶礼が必ず行われる。これを薬石の代わりとすることもあったようである。
日本に茶の礼法を伝えたとされるのは、1191年に禅とともに茶の実を持ち帰った栄西とされる。建仁寺では、開祖・栄西の降誕会（毎年4月20日）の際に四頭茶礼と呼ばれる古式な喫茶儀礼が行われる。建仁寺では法会などの際の喫茶儀礼のほかに、朝夕2回の茶礼があるが、これらの茶礼の多くは番茶茶礼で、番茶が入った茶碗が運ばれてきて、僧侶が一斉に喫する。一方、四頭茶礼は4名の正客とそれに随伴する相伴客をもてなすために定められた作法で給仕をするという特別な喫茶儀礼である。
宋代の中国で編まれた、現存する最古の清規（禅宗寺院での生活について定めた規則）である『禅苑清規』に茶礼についての定めも記されており、日本へは円爾が1241年に持ち帰ったとされる。1265年には宋より渡来した蘭渓道隆により建仁寺は禅宗専一の道場となり、清規がより厳格に守られるようになったと伝えられる。